# Gobemouche des marais
Muscicapa aquatica
Espèce
Statut de conservation UICN

 LC  : Préoccupation mineure
Le Gobemouche des marais (Muscicapa aquatica) est une espèce d'oiseau de la famille des Muscicapidae.

## Morphologie
C'est un oiseau brun sombre, avec le croupion, le ventre et la gorge blancs. Il a sur la poitrine un plastron gris clair ou marron terne qui descend plus ou moins sur le ventre selon les individus. Les pattes, les yeux et le bec sont noirs.

## Habitat
Son habitat se trouve dans les zones marécageuses ou les zones humides contenant des broussailles.

## Répartition et sous-espèces
Selon la classification de référence du Congrès ornithologique international (15.1, 2025) il se répartit en quatre sous-espèces :
- Muscicapa aquatica aquatica Heuglin, 1864 — aire disjointe de la Gambie au Centrafrique ;
- Muscicapa aquatica infulata Hartlaub, 1881 — du Soudan du Sud à l'est de la Zambie ;
- Muscicapa aquatica lualabae (Chapin, 1932) — sud-est de la RDC ;
- Muscicapa aquatica grimwoodi Chapin, 1952 — sud de la Zambie.

## Philatélie
L'Ouganda a émis un timbre à l'effigie de cet oiseau en 1999 .

#### Photos et vidéos
- Photo sur Amazilia
- Photo sur Animal Diversity Web
- Photo Calphotos
- Galerie photo sur African Bird Club
- Photo Flickr
- Vidéo IBC: deux adultes chassant des insectes attirés par de la lumière (ssp infulata) (Ouganda)
- Vidéo IBC: gros plan d'un adulte + chant (ssp infulata) (Ouganda)